# Ethylisocyanat
Ethylisocyanat ist eine chemische Verbindung aus der Gruppe der Isocyanate. Es besitzt die Konstitutionsformel CH3–CH2–NCO.

## Gewinnung und Darstellung
Ethylisocyanat kann durch Reaktion von Triphosgen mit Ethylaminhydrochlorid in Xylol gewonnen werden.

## Eigenschaften
Ethylisocyanat ist eine leicht entzündbare, leicht flüchtige, farblose Flüssigkeit mit stechendem Geruch, die sich in Wasser zersetzt.

## Verwendung
Ethylisocyanat wird zur Herstellung von Arzneistoffen und Pestiziden verwendet.

## Sicherheitshinweise
Die Dämpfe von Ethylisocyanat können mit Luft ein explosionsfähiges Gemisch (Flammpunkt −10 °C) bilden.